# Miki (bière)
Pour les articles homonymes, voir Miki.
 (mai 2021).
Si vous disposez d'ouvrages ou d'articles de référence ou si vous connaissez des sites web de qualité traitant du thème abordé ici, merci de compléter l'article en donnant les références utiles à sa vérifiabilité et en les liant à la section « Notes et références ».
Miki (神酒), o-miki (avec le préfixe honorifique o) et shinshu est un type de saké, la bière traditionnelle japonaise ; on parle aussi régionalement de kushi et de ugusu. Il s'agit d'une boisson fermentée consacrée et offerte parmi d'autres aliments (shinsen) aux kamis, les divintés du shinto.

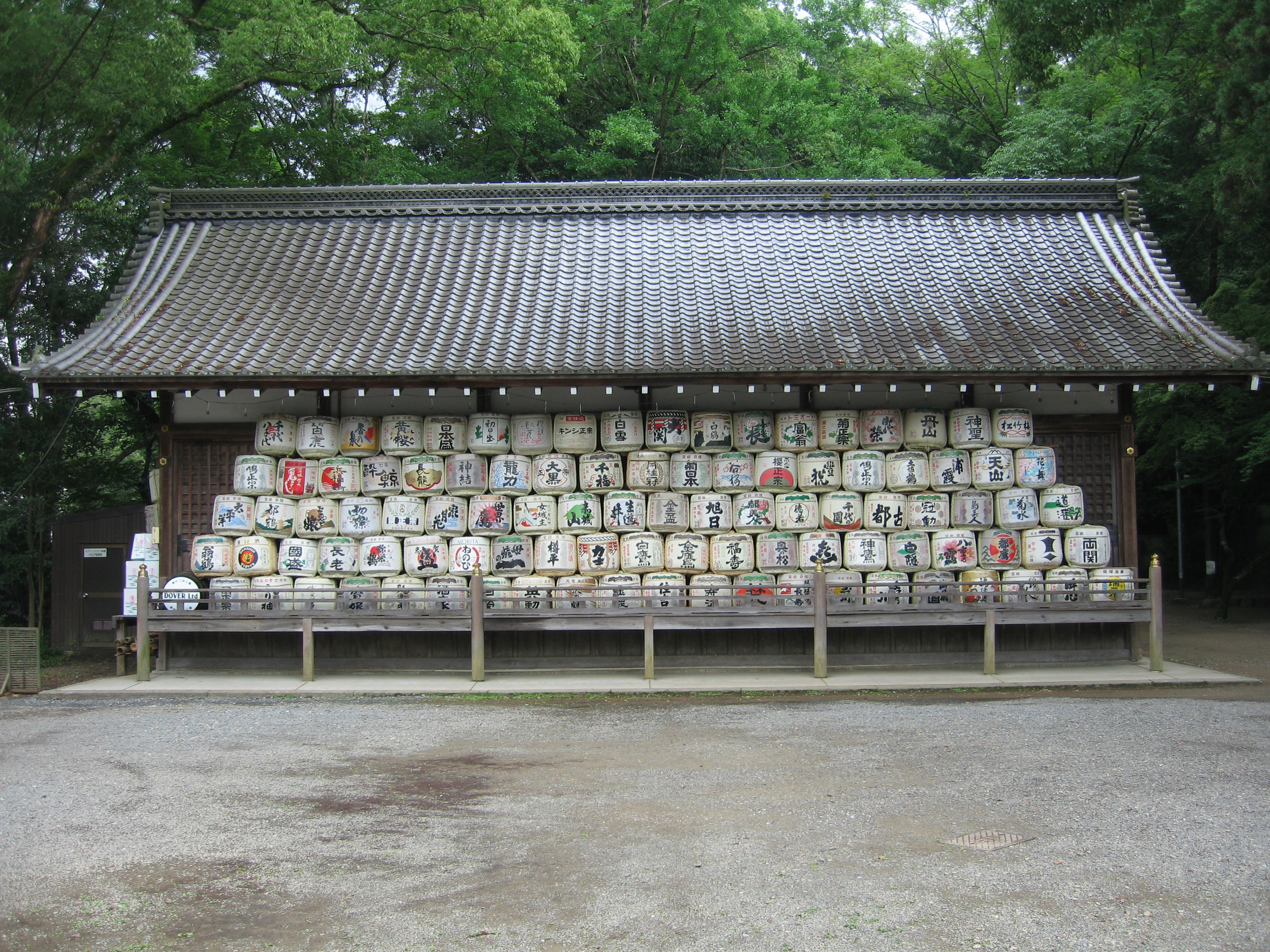
Barils de miki.

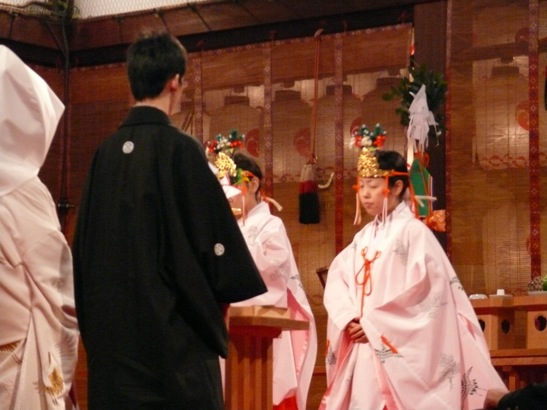
Dégustation lors d'un mariage shinto.

Le caractère 神 désignant d'ailleurs cette divinité se lit « mi » (s'il est attaché à un autre) et « kami » (s'il est seul). Il semble qu'à l'origine, un dieu du saké appelé Miwa no kami régulait la production du saké, demandant en échange des offrandes.
Le miki est utilisé dans nombre de cérémonies officielles liées à l'empereur du Japon ainsi que dans les cérémonies rituelles du commun des mortels (tels le baptême de maison, le mariage shinto, etc.). La bière est utilisée dans l'espoir sans doute que le fait de partager un festin divin par l'intermédiaire de la boisson sacrée permettra d'avoir une communion plus forte avec les kamis.
On en trouve essentiellement de deux sortes : shiroki ou baimiki (blanc) et kuroki ou kuromiki (noir). Mais on le remplace parfois par du simple saké filtré (ou sumisake et seishu), du doburoku ou nigorizake non filtré, ou encore du hitoyosake sucré, du yashiôri no sake, voire du reishu. Certaines variétés sont si épaisses, qu'on peut les saisir au moyen de baguettes.